# Качатина

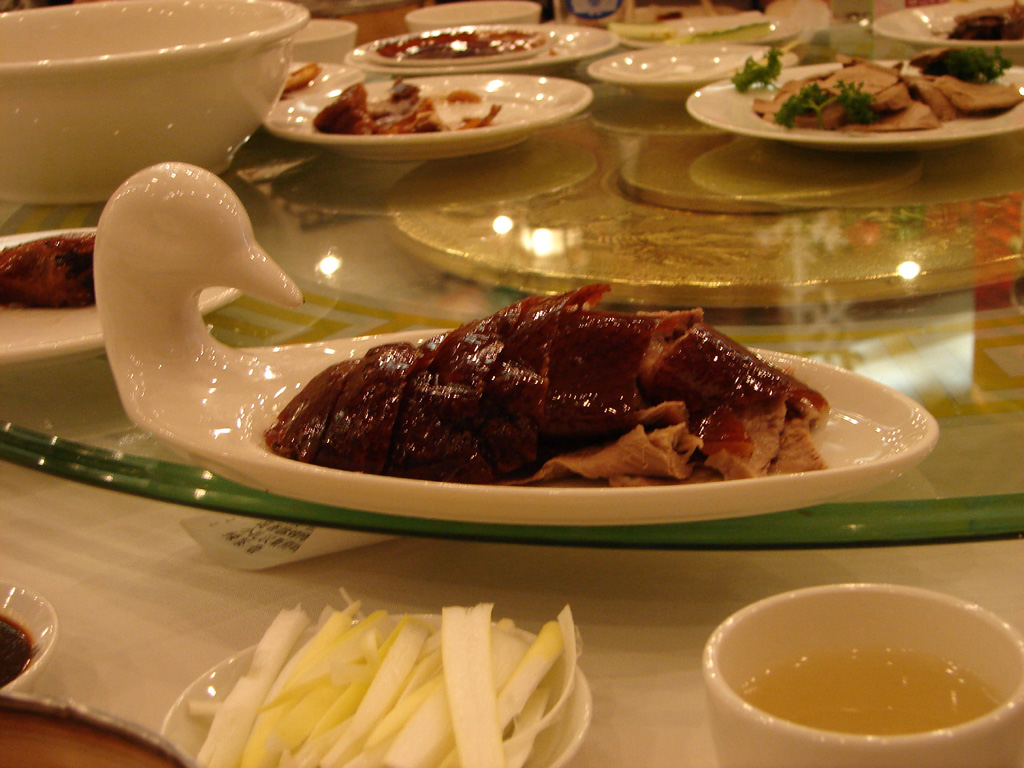
Качка по-пекінськи

Кача́тина (діал. утя́тина) — м'ясо качки або страва з нього. 
Страви з качок існують у багатьох кухнях світу. Це жирне м'ясо, багате залізом та білком. Для приготування качатини використовують в основному плоть, але страви з качиних субпродуктів і внутрішніх органів не рідкість, наприклад з печінки качок роблять фуа-гра.

## Особливості качатини
Качки є одомашненими птахами, їх розводять у виробничих цілях досить давно. М'ясо домашніх качок соковите та ніжне, має темно-коричневий або коричнево-червоний колір. На відміну від курятини або індичатини, качатина не є дієтичним м'ясом, бо дуже жирна. Містить вітаміни В1, вітамін С, вітамін Е, вітамін D, мідь, кальцій, магній, фосфор, марганець, цинк і селен, а в печінці качки багато вітаміну А. В їжу зазвичай використовують м'ясо каченят-бройлерів або звичайних домашніх качок.

## У кулінарії

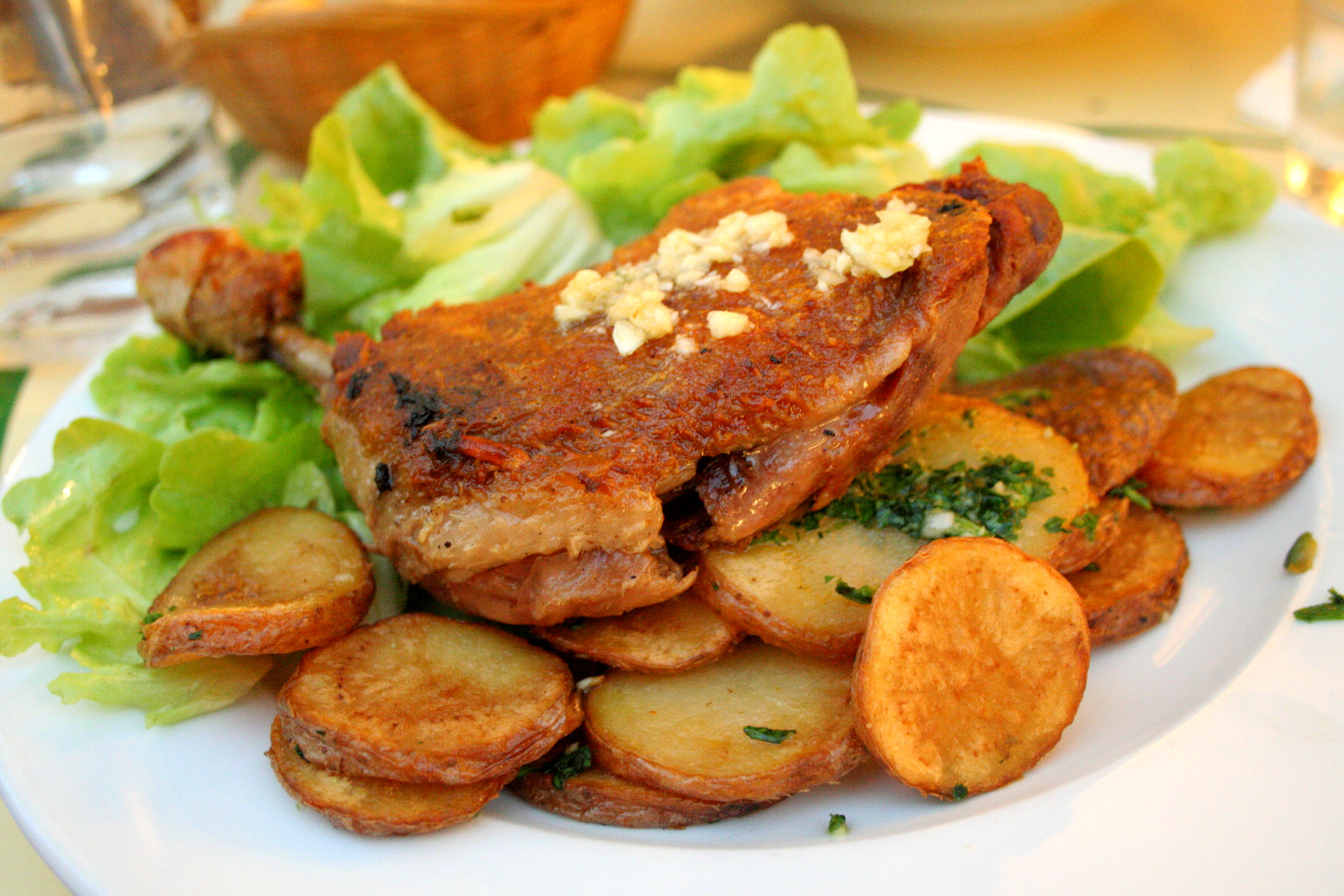
Качине конфі з Café du Marché у Парижі

Відомі страви з качки включають:
- Балют
- Чорна поливка
- Турдакен
- Фуа-гра